# Дятлово (Ленинградская область)
Дя́тлово (до 1948 года Кархула, Илякюля, фин. Karhula, Yläkylä) — посёлок в Советском городском поселении Выборгского района Ленинградской области.

## Название
Топоним Кархула образован от антропонима, который восходит к финскому karhu — «медведь».
После войны в деревне был восстановлен, основанный еще в 1940 году, колхоз «Оборона страны». Согласно постановлению общего собрания колхозников колхоза «Оборона страны» зимой 1948 года деревня Кархула получила наименование «Заозерье». Однако это решение не устроило комиссию по переименованию, которая присвоила деревне другое наименование — «Никоново», обосновав выбор названия: «в память погибшего сержанта Никонова М. С.». Месяц спустя деревню переименовали в третий раз, присвоив ей наименование «Дятлово», которое было механически переброшено от соседней деревни Тиккала, финское название которой было образовано от антропонима Тикка, восходящего к финскому слову «дятел».
Переименование было закреплено указом Президиума ВС РСФСР от 13 января 1949 года.

## История

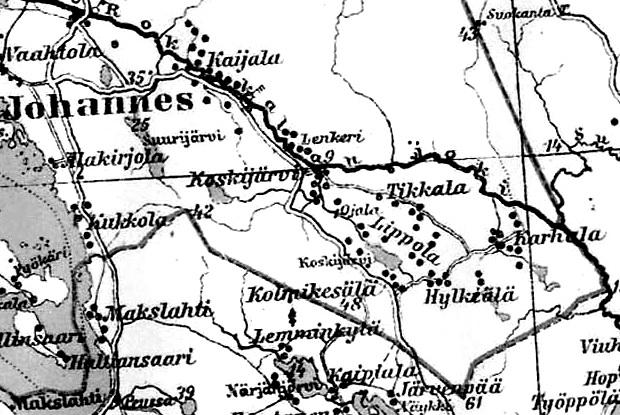
Деревня Кархула на финской карте 1923 года

Накануне советско-финляндской войны в Кархула проживало 450 жителей, в деревне было 70 дворов. Общая площадь пахотных угодий составляла 775 гектар, средняя площадь крестьянских наделов равнялась 17 гектарам. На полях возделывали главным образом кормовые культуры. Рожь и пшеницу выращивали для собственных потребностей. В 1930-х годах стали культивировать также и сахарную свёклу. Пойменные луга использовались под покосы.
В деревне имелся телефонный узел и почтовое отделение, на штампе которого стояло «Юлякюля» («Верхняя деревня») во избежание путаницы, так как в Восточной Финляндии уже было почтовое отделение с названием Кархула.
До 1939 года деревня Кархула входила в состав волости Йоханнес Выборгской губернии Финляндской республики.
С 1 января 1940 года по 30 сентября 1948 года — в составе Липпольского сельсовета Койвистовского района.
С 1 июля 1941 года по 31 мая 1944 года — финская оккупация.
С 1 октября 1948 года деревня Кархула в составе Никоновского сельсовета Приморского района.
С 1 января 1949 года деревня Кархула учитывается административными данными как деревня Дятлово.
С 1 апреля 1954 года — в составе Рощинского района.
С 1 декабря 1956 года — в составе Выборгского района.
С 1 марта 1958 года — в составе Токаревского сельсовета.
Население деревни Дятлово в 1961 году составляло 216 человек.
Согласно данным 1966, 1973 и 1990 годов посёлок Дятлово находился в составе Токаревского сельсовета.
В 1997 году в посёлке Дятлово Токаревской волости проживали 292 человека, в 2002 году — 290 человек (русские — 94 %).
В 2007 году в посёлке Дятлово Советского ГП проживали 293 человека, в 2010 году — 305 человек.

## География
Посёлок расположен в северной части района на автодороге 41А-086 (Советский — автодорога (Молодёжное — Черкасово)) в месте примыкания к ней автодороги 41К-209 (Черничное — Пионерское).
Расстояние до административного центра поселения — 15 км. 
Расстояние до ближайшей железнодорожной станции Советский — 16 км. 
К северо-западу от посёлка протекает река Гороховка. К югу от посёлка находятся озёра Большое Корыто, Малое Корыто, Большое Щучье, Малое Щучье, протекает ручей Гусиный.

## Демография
| 2007 | 2010 | 2017 | 2021 |
| ---- | ---- | ---- | ---- |
| 293  | ↗305 | ↘259 | ↘234 |

## Улицы
Героев Танкистов, Зелёный переулок, Лейтенанта Зубарева, Лейтенанта Румянцева, Лесная, Нагорный переулок, Озёрная.